# Eden Silva
Eden Silva (* 14. März 1996 in London) ist eine britische Tennisspielerin.

## Karriere
Silva hat mit fünf Jahren das Tennisspielen begonnen, sie bevorzugt laut ITF-Profil Hartplätze. Sie spielt vor allem auf der ITF Women’s World Tennis Tour, auf der sie bislang zwei Einzel- und zwölf Doppeltitel gewinnen konnte. Ihr erstes ITF-Turnier spielte sie im Juli 2011 in Wrexham, wo sie die zweite Runde der Qualifikation erreichte.
Auf der WTA Tour spielte sie ihr erstes Turnier 2013 in Birmingham, wo sie mit einer Wildcard in der Qualifikation an den Start ging und in der ersten Runde der Kanadierin Sharon Fichman mit 0:6 und 2:6 unterlag.
Im Mai 2014 erreichte sie in Scharm asch-Schaich erstmals ein Endspiel des ITF Women’s Circuit, in dem sie gegen Katie Boulter knapp in drei Sätzen unterlag. Ihre größten Erfolge feierte sie aber im Doppel mit drei Siegen bei ITF-Turnieren, die sie ebenfalls alle im Jahr 2014 feiern konnte.
Zwischen März 2015 und März 2016 spielte Silva kein Turnier. Für die Einzelkonkurrenz der AEGON Open Nottingham 2016 erhielt sie dann eine Wildcard für die Qualifikation.
Im November 2017 erzielte sie in Helsinki ihren ersten Sieg in einem ITF-Turnier.

## Turniersiege

### Einzel
| Nr. | Datum             | Turnier    | Kategorie   | Belag             | Finalgegnerin    | Ergebnis      |
| --- | ----------------- | ---------- | ----------- | ----------------- | ---------------- | ------------- |
| 1.  | 18. November 2017 | Helsinki   | ITF $15.000 | Hartplatz (Halle) | Tess Sugnaux     | 6:3, 1:6, 7:5 |
| 2.  | 24. April 2022    | Nottingham | ITF W25     | Hartplatz         | Robin Montgomery | 6:4, 6:4      |

### Doppel
| Nr. | Datum              | Turnier                   | Kategorie   | Belag             | Partnerin             | Finalgegnerinnen                              | Ergebnis          |
| --- | ------------------ | ------------------------- | ----------- | ----------------- | --------------------- | --------------------------------------------- | ----------------- |
| 1.  | 1. März 2014       | Scharm asch-Schaich       | ITF $10.000 | Hartplatz         | Emily Webley-Smith    | Nikola Horakova Akari Inoue                   | 6:74, 6:4, [10:5] |
| 2.  | 27. September 2014 | Scharm asch-Schaich       | ITF $10.000 | Hartplatz         | Ioana Ducu            | Yui Saikai Natsumi Yokota                     | 6:2, 6:4          |
| 3.  | 13. Dezember 2014  | Scharm asch-Schaich       | ITF $10.000 | Hartplatz         | Rosalie van der Hoek  | Alexandra Grintschischina Jekaterina Kljujewa | 6:4, 2:6, [10:5]  |
| 4.  | 7. Juli 2018       | Corroios-Seixal           | ITF $15.000 | Hartplatz         | Andrea Ka             | Francisca Jorge Maria Jose Luque Moreno       | 3:6, 6:1, [10:5]  |
| 5.  | 5. Mai 2019        | Les Franqueses del Vallès | ITF W60     | Hartplatz         | Jessika Ponchet       | Jodie Anna Burrage Olivia Nicholls            | 6:3, 6:4          |
| 6.  | 20. Juli 2019      | Palmela                   | ITF W25     | Hartplatz         | Sarah Beth Grey       | Estelle Cascino Julia Terziyska               | 7:5, 6:2          |
| 7.  | 3. August 2019     | Woking                    | ITF W25     | Hartplatz         | Sarah Beth Grey       | Naiktha Bains Ankita Raina                    | 6:2, 7:5          |
| 8.  | 25. September 2021 | Santarém                  | ITF W25     | Hartplatz         | Marie Benoît          | Alicia Barnett Olivia Nicholls                | 7:5, 6:1          |
| 9.  | 18. November 2022  | Saint-Étienne             | ITF W25     | Hartplatz (Halle) | Conny Perrin          | Jekaterina Kasionowa Jekaterina Makarowa      | 6:4, 4:6, [10:6]  |
| 10. | 4. März 2023       | Bengaluru                 | ITF W25     | Hartplatz (Halle) | Dea Herdželaš         | Francisca Jorge Matilde Jorge                 | 3:6, 6:4, [10:7]  |
| 11. | 11. November 2023  | Calgary                   | ITF W60+H   | Hartplatz (Halle) | Sarah Beth Grey       | Hanna Chang Katarina Jokić                    | 6:4, 6:4          |
| 12. | 23. März 2024      | Maribor                   | ITF W75     | Hartplatz (Halle) | Anastassija Tichonowa | Luksika Kumkhum Peangtarn Plipuech            | 7:5, 6:3          |